# یژی واسوفسکی

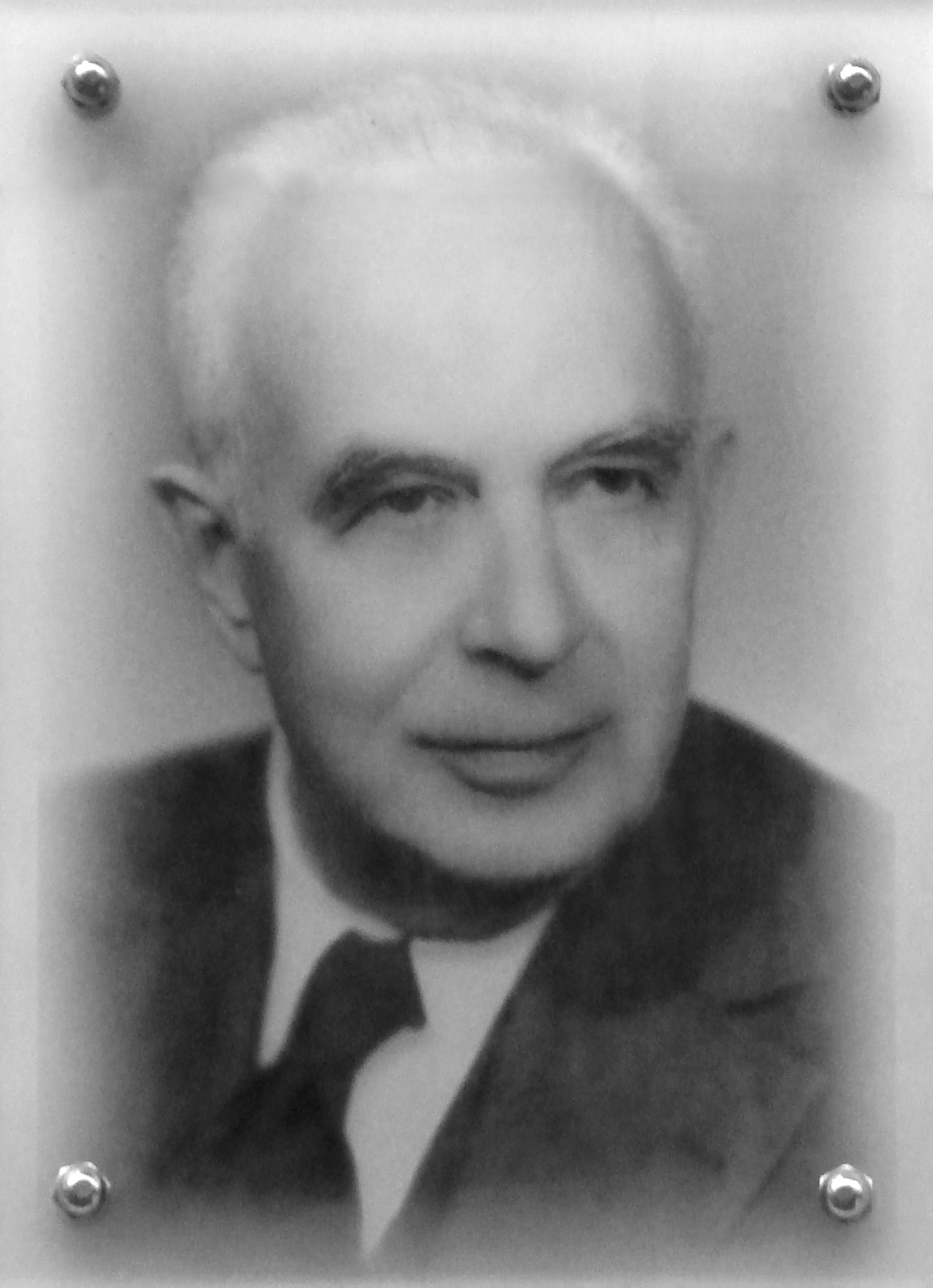

یرژی ریچارد واسوفسکی (به انگلیسی: Jerzy Ryszard Wasowski) (زاده ۱۰ خرداد ۱۲۹۲ - درگذشته ۷ مهر ۱۳۶۳) آهنگساز، پیانیست، بازیگر و کارگردان لهستانی بود.
از فیلم‌ها یا مجموعه‌های تلویزیونی که وی در آن‌ها نقش داشته است، می‌توان به کاباره مردان مسن اشاره نمود.

## زندگی‌نامه
یرژی واسوفسکی در ۱۰ خرداد ۱۲۹۲ در ورشو به دنیا آمد. واسوفسکی پس از اینکه از دانشگاه صنعتی ورشو فارغ التحصیل شد، آموزش حرفه‌ای خود را در رادیو لهستان آغاز کرد.